# Paschasius Radbertus
Paschazjusz Radabert, (łac.) Paschasius Radbertus (ur. ok. 790 w Soissons, zm. 865 w Saint-Riquier) – teolog chrześcijański, opat Opactwo Corbie w latach 844-851, autor biografii Adelhara, założyciela opactwa Corvey.
Był podrzutkiem, wychowany został przez zakonnice z klasztoru w Soissons. W dorosłym życiu został zakonnikiem w Corbie, był także uczniem Adelharda. Później był asystentem kolejnego opata, Wali. Sam na opata został wybrany w 843 roku. Jednakże jego nominacji był przeciwny syn Pepina I Akwitańskiego, Karol II Łysy. Ostatecznie Radbertus został zmuszony do zrzeczenia się urzędu i wyjazdu do opactwa Saint-Riquier.
W zakresie teologicznym spierał się z Ratramnusem z Korbei, twierdząc, że ciało Chrystusa jest obecne realnie w eucharystii, nie fizycznie, ale w sposób duchowy.
12 lipca 1058 roku jego szczątki przeniesiono do Corbie. Płyta nagrobna została w 1907 roku uznana za zabytek.